# 贡德森迪
贡德森迪是葡萄牙布拉干萨区的一个堂区。总面积12.77平方公里，总人口226人，人口密度17.7人/平方公里。